# Berken (gemeente)
Berken is een gemeente en plaats in het Zwitserse kanton Bern, en maakt deel uit van het district Oberaargau.
Berken telt 43 inwoners.